# Deadline Games
 Denne artikel bør gennemlæses af en person med fagkendskab for at sikre den faglige korrekthed.

Deadline Games var et computerspilsfirma beliggende i København, Danmark. Firmaet eksisterede fra 1996 til 2009 og har lavet det meget anmelderroste Blackout.[kilde mangler] I 2005 udkom Deadline Games' første internationale satsning til konsollerne Playstation 2, Xbox og PC. Spillet hed Total Overdose og fik en meget blandet modtagelse.[kilde mangler]
En efterfølger til Total Overdose udkom til den håndholdte PSP-konsol under titlen Chili Con Carnage.
I samarbejde med Warner Bros. udviklede Deadline et spil til udgivelse i forbindelse med Watchmen-filmen i 2009. Spillet, der havde titlen Watchmen: The End is Nigh blev udgivet i to episoder på Xbox Live Arcade og Playstation Network, og senere blev begge episoder udgivet samlet på disk til begge konsoller. Watchmen: The End is Nigh – Episode 2 blev Deadline Games' sidste udgivne spil.
Deadline Games indgav den 29. maj 2009 konkursbegæring i Københavns Skifteret.[kilde mangler] Der er angiveligt sideløbende forsøg på rekonstruktion af selskabet[kilde mangler].

## Spil udviklet af Deadline Games
- Blackout
- Globetrotter (Windows), 2000
- Globetrotter 2 (Windows), 2001
- På Opdagelse med Peter og Marie - Bondegården (Windows), 2002
- På Opdagelse med Peter og Marie - Byen (Windows), 2002
- Total Overdose (PS2, Xbox), 2005
- Chili Con Carnage (PSP), 2007
- Watchmen: The End is Nigh – Episode 1 (Xbox Live Arcade, Playstation Network), 2009
- Watchmen: The End is Nigh – Episode 2 (Xbox Live Arcade, Playstation Network), 2009
- Watchmen: The End is Nigh – Episode 1&2 (Xbox 360, PS3), 2009